# Кама (Татарстан)
 Кама — посёлок в Тукаевском районе Татарстана. Входит в состав Бетькинского сельского поселения.

## География
Находится в северо-восточной части Татарстана к западу от юго-западной границы районного центра города Набережные Челны. Поселок окружен карьерами, очистными сооружениями, свалкой и водоемом-шламонакопителем.

## История
Официально основан в 1959 году, хотя первые строения появились в начале 1950-х годов.

## Население
Постоянных жителей было: в 1970 — 447, в 1979 — 510, в 1989 — 318, в 2002 — 283 (татары 68%), 292 в 2010.